# John Purroy Mitchel
Pour les articles homonymes, voir Mitchel.
Cet article possède un paronyme, voir John Mitchell.
John Purroy Mitchel, né le 19 juillet 1879 à New York et mort le 6 juillet 1918 à Lake Charles en Louisiane, a été le maire de New York de 1914 à 1917. À 34 ans, il est la deuxième plus jeune personne à avoir exercé cette fonction, ce qui lui a parfois valu le surnom de « The Boy Mayor of New York » (littéralement retranscrit « le garçon maire de New York »). Mitchel est connu pour sa courte carrière en tant que leader de politiques réformistes à New York, ainsi que pour sa mort prématurée comme officier de l'Armée de l'Air des États-Unis dans les derniers mois de la Première Guerre mondiale.
La famille de Mitchel à New York, fermement catholique, avait été fondée par le grand-père et homonyme John Mitchel, un Young Irelander presbytérien de l'Ulster (défenseur du nationalisme irlandais) qui devint un écrivain de renom et un des leaders du mouvement pour l'indépendance irlandaise.

## Vie et carrière
Purroy est né à New York aux États-Unis, fils de James Mitchel qui, comme ses deux frères, s'est battu pour la Confédération et sera le seul à survivre à la guerre, malgré des blessures multiples y compris la perte de son bras.
Purroy termine ses études de secondaire à la Fordham Preparatory School à la fin des années 1890. Il obtient son baccalauréat au Columbia College de l'université Columbia en 1899 et un diplôme à la New York Law School en 1901. Sa courte carrière coïncide avec un tournant dans la politique de l'État de New York, le Parti démocrate retrouvant de plus en plus de postes de pouvoir après une longue période de domination républicaine dans plusieurs juridictions depuis la carrière de Grover Cleveland. Le succès de Mitchel se produit alors qu'une ancienne génération de Démocrates, des hommes comme John Franklin Kinney, reviennent au secteur privé après avoir été éclipsés par Theodore Roosevelt et les Républicains progressistes.
Il accède à la notoriété à peine cinq ans plus tard lorsqu'il mène l'enquête sur le président de l'arrondissement de Manhattan John F. Ahern et du président de l’arrondissement du Bronx Louis Haffin. Les deux présidents devront quitter leurs postes à la suite d'une enquête complète, portant notamment sur l'assassinat d’un parieur de Manhattan appelé Herman Rosenthal, apparemment sur les ordres du lieutenant de police de New York Charles Becker et causant la destitution controversée de William Sulzer, le Gouverneur de l'État de New York, après sa brouille avec le chef Tammany Charles Francis Murphy.
La réputation de réformateur du jeune Purroy Mitchel lui vaut le soutien des forces anti-Tammany. En 1909, Mitchel est élu président du conseil d'Alderman.

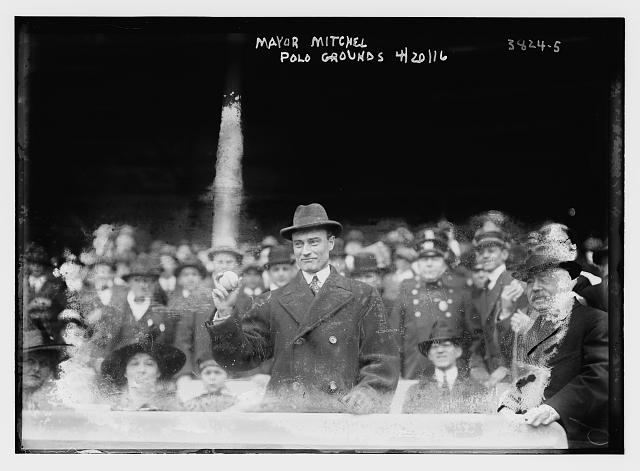
Le maire Mitchel assistant à un match de baseball à Polo Grounds, le 20 avril 1916.

Quatre ans plus tard, à l'âge de 34 ans, Mitchel est élu maire pour la candidature du Fusion Party, une alliance de Républicains, de juifs et protestants réformistes. Son programme de réformes comprend la nomination de Henry Bruère comme Chambellan de la ville, avec des pouvoirs pour enquêter sur la corruption et recommander des réformes. Purroy Mitchel se brouille avec une grande partie de la hiérarchie catholique en raison de ses positions en faveur de l'œcuménisme et de ses critiques envers le rôle de certains évêques dans la politique municipale, bien que Mitchel soit un fervent catholique et qu'il ait son propre aumônier jésuite.
L'administration Mitchel introduit des réformes importantes, notamment dans la police, qui était très corrompue depuis longtemps et qui est nettoyée par le commissaire de police Arthur Wood. Cependant, la popularité de Mitchel à ses débuts est bientôt réduite lorsque le Tammany Hall attaque une série de réformes éducatives en projet, suggérant qu'elles empêcheraient les enfants pauvres catholiques de recevoir une éducation gratuite.

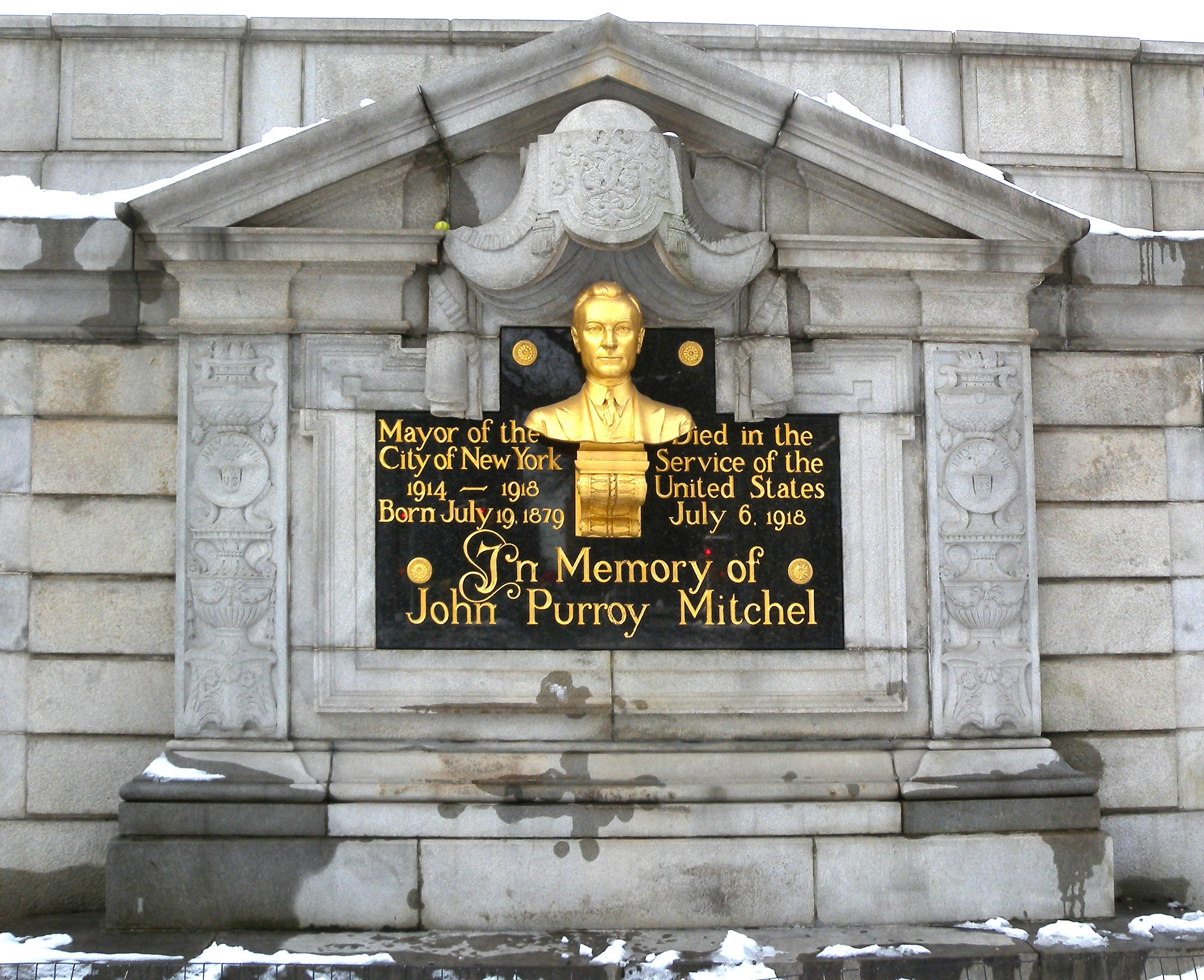
Monument en mémoire de John Purroy Mitchel sculpté en 1928 par Adolph Alexander Weinman. Il se trouve à East Drive dans New York.

Mitchel préconise la formation militaire universelle pour se préparer à la guerre. Dans un discours prononcé à l'université de Princeton le 1er mars 1917, il décrit la formation militaire universelle comme « [la seule] solution vraiment démocratique au problème de la préparation sur terre ».
Le 10 mai 1917, lors du cadre de la mission Vivani Joffre, Mitchel accueille chaleureusement le maréchal Joffre. Ils paradent ensemble dans les rues du City où ils seront accueillis par une foule en délire.
Il est de nouveau candidat à la mairie lors des élections très tendues de 1917 pendant la guerre. Il perd de très peu les primaires républicaines contre William Bennett, après un décompte des voix entaché de doutes. Mais il se présente à nouveau comme candidat pro-guerre pour le Fusion Party contre Bennett, le socialiste anti-guerre Morris Hillquit et le Démocrate du Tammany Hall John F. Hylan, qui gagne les élections sans prendre une position claire sur le conflit.
N'ayant pas réussi à être réélu, Mitchel rejoint le service aérien en tant que cadet de vol et complète sa formation de pilote à Rockwell Field à San Diego. Nommé commandant dans la section de l'aviation de l'armée, l'Aviation Section U.S. Signal Corps, il est envoyé à Gerstner Field, un aérodrome d'entraînement près de Lake Charles en Louisiane pour suivre la formation avancée en avion monoplace. Il meurt treize jours avant son 39e anniversaire pendant un accident d'entraînement le 6 juillet 1918. Mitchel tombe de son avion à 150 m et chute sur le sol, mourant sur le coup. On pense qu'il avait oublié d’attacher sa ceinture de sécurité.
Tout au long de sa vie, il adhère à la « Philolexian Society » (université Columbia) et également à l'« American Irish Historical Society ».

## Postérité et hommages
La base militaire aérienne Mitchel Field (renommé en Mitchel Air Force Base) située à Long Island est nommée en son honneur en 1918. Une plaque commémorative en bronze à son effigie est également fixée entre les deux pylônes de pierre à la pointe ouest de Hamilton Hall, le bâtiment du collège principal de l'université Columbia.